# Мері Нумладзе
Мері Нумладзе (27 квітня 2001) — грузинська плавчиня. Учасниця Чемпіонату світу з водних видів спорту 2017, де в попередніх запливах на дистанції 100 метрів брасом посіла 42-ге місце і не потрапила до півфіналів.